# Michael Morris, 3. Baron Killanin

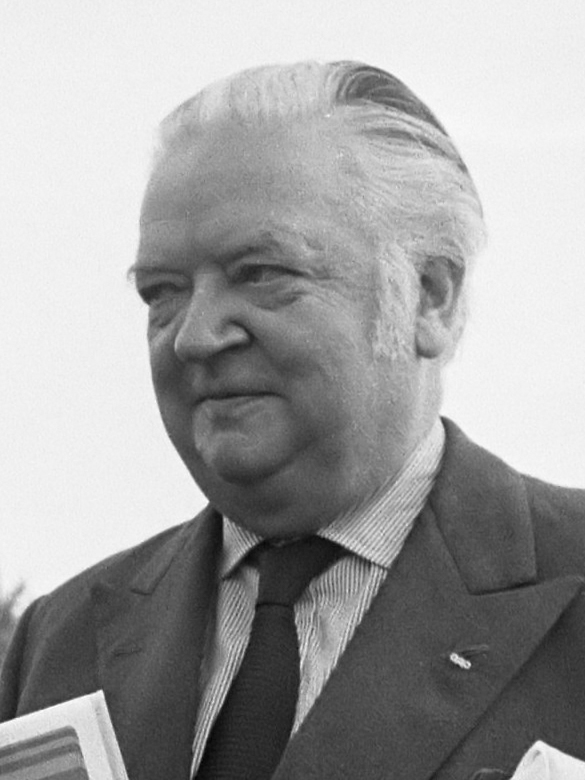
Michael Morris, 3rd Baron Killanin (1976)

Michael Morris, 3. Baron Killanin, MBE, in der internationalen Öffentlichkeit meist „Lord Killanin“ (* 30. Juli 1914 in London; † 25. April 1999 in Dublin) genannt, war ein anglo-irischer Journalist und Sportfunktionär. Er war der sechste Präsident des Internationalen Olympischen Komitees (IOC).

## Leben
Killanin war Mitglied einer der 14 Familien, die die Stämme von Galway bildeten. Als er einen Monat alt war, in den ersten Tagen des Ersten Weltkriegs, starb sein Vater als Kommandeur der Irish Guards. Morris besuchte zunächst die Schule in Eton und studierte dann an der Sorbonne in Paris und am Magdalene College der University of Cambridge. 1927 erbte er nach dem Tode seines Onkels den Titel Baron Killanin. In den späten 1930er-Jahren begann er eine Karriere als Journalist. Er unterbrach jedoch diese Tätigkeit und meldete sich als Freiwilliger bei der British Army für den Zweiten Weltkrieg. Morris stieg bis zum Major auf und war an der Planung und Vorbereitung der Operation Overlord beteiligt.
1950 übernahm Morris den Vorsitz des Olympischen Komitees von Irland und wurde 1952 in das IOC gewählt. 1968 stieg er zum Vizepräsidenten auf und im Anschluss an die Olympischen Spiele 1972 in München wurde er zum Präsidenten des IOC gewählt.
Während seiner Präsidentschaft durchlief die olympische Bewegung schwierige Phasen. Die Spiele von 1976 und 1980 wurden erstmals auf breiter Front aus politischen Gründen boykottiert. Lord Killanin, der anders als Brundage einen demokratischen Führungsstil praktizierte, machte den Eindruck eines schwachen Präsidenten, der sich gegen den Druck nicht wehren könne. Er und die olympische Bewegung erwiesen sich jedoch als stabil. Die Olympischen Winterspiele 1980 und die Olympischen Sommerspiele 1984 wurden nach Lake Placid bzw. Los Angeles vergeben, ohne dass es Gegenkandidaten gab.
1980 trat Morris im Anschluss an die Olympischen Spiele zurück. Seine Position wurde von Juan Antonio Samaranch übernommen.
Neben seinen Ämtern im Sport war Morris auch Direktor einiger Firmen. Unter anderem war er in der Filmindustrie aktiv und produzierte 1952 zusammen mit seinem langjährigen Freund John Ford den Film The Quiet Man.
Morris starb im April 1999 in seinem Haus in Dublin. Nach einem Trauergottesdienst in Spiddal (Grafschaft Galway) wurde er in der Familiengruft auf dem New Cemetery von Galway beigesetzt. Sein Titel fiel an seinen Sohn Red Morris, einen bekannten Filmproduzenten.